# Hala Filipka

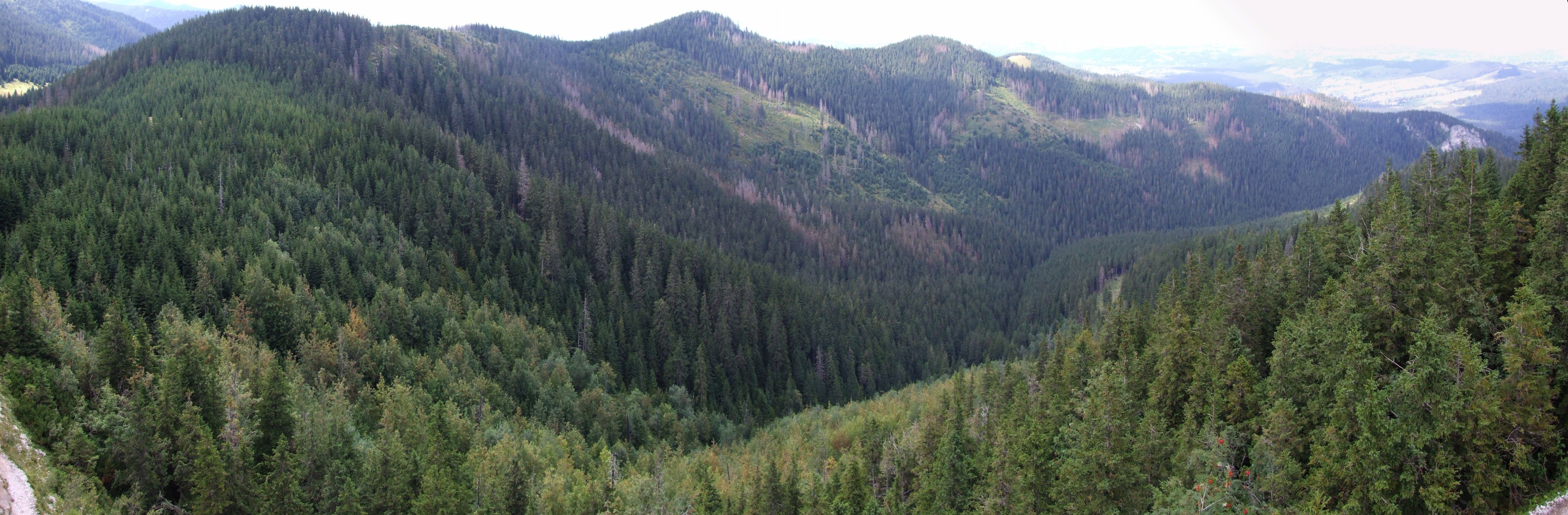
Tereny dawnej Hali Filipka, widok z Gęsiej Szyi

Hala Filipka – dawna hala pasterska w Tatrach. Obejmowała obszar górnej części doliny Filipki. W XVIII w. była własnością górali z Poronina, ale w XX w. w wyniku podziałów majątkowych stała się już własnością mieszkańców również Białego Dunajca, Gliczarowa, Małego Cichego, Murzasichla i Skrzypnego. Dawniej halę nazywano również Filipką lub Wiktorówką. Obydwie te nazwy zapewne pochodzą od imienia lub nazwiska właściciela hali. Na Podhalu znane jest z dokumentów nazwisko Filipek już od 1666 r., a Wiktor od 1789 r.
Centrum gospodarcze hali stanowiła Filipczańska Polana. Tereny te zwiedzał w 1844 r. Ludwik Zejszner. Pisał: „szałasy Filipki zamieszkują dziewki, pasące krowy po przyległych lasach i górach”. Podziwiał też wiekowe buki i jawory „o chorobliwym wyglądzie”.
Hala położona była na wysokości około 1100–1500 m n.p.m. Otoczona była lasami i miała bardzo strome, usypiskowe zbocza. Łączna powierzchnia hali w 1960 r. wynosiła 61,03 ha, w tym halizny stanowiły 5,8 ha, lasy 55,23 ha. Wypas prowadzony był również w przylegających do hali lasach serwitutowych o łącznej powierzchni 121,4 ha. Wartość użytkowa hali była niewielka, w 1960 r. wypas w przeliczeniu na owce wynosił 129 sztuk. Duża jest natomiast wartość przyrodnicza tych obszarów. W zbudowanym z dolomitów urwisku Filipczańskiej Skałki w 1954 r. odkryto gniazdo bardzo rzadkiego drozda skalnego. Tereny te są także ostoją dzięcioła czarnego, myszołowa, jelenia, wędrują tędy niedźwiedzie. W latach 1961–64 hala została od górali wykupiona bądź wywłaszczona i włączona w obszar Tatrzańskiego Parku Narodowego.
Większość terenów dawnej hali znajduje się poza obszarem ruchu turystycznego, jedynie dolną częścią hali prowadzi szlak turystyczny na Rusinową Polanę.

## Szlaki turystyczne
– niebieski szlak z Zazadniej obok Sanktuarium Maryjnego na Wiktorówkach na Rusinową Polanę. 1:20 h, ↓ 1 h